# Видео игре ФИФА Светског првенства
ФИФА је лиценцирала видео игре за Светско првенство у фудбалу од 1986. године, од којих је само неколико наишло на позитиван пријем од стране критике, али с обзиром на популарност такмичења, све су се позитивно понашале на тржишту, а лиценца је једна од најтраженијих. Првобитно у власништву УС Голда, Electronic Arts је купио предузеће 1997. године и данас је власник.

## Објављене игре
- World Cup Carnival (Mexico '86)
- World Cup Soccer: Italia '90
- World Cup USA '94
- World Cup 98 (France)
- Jikkyou World Soccer: World Cup France 98
- World Soccer Jikkyou Winning Eleven 3: World Cup France '98
- World Cup '98 France: Road to Win
- 2002 FIFA World Cup (Korea/Japan)
- 2006 FIFA World Cup (Germany)
- 2010 FIFA World Cup (South Africa)
- 2014 FIFA World Cup (Brazil)
  - Ту је и колекционарска карташка игра са лиценцом ЕА за Андроид и иОС : ФИФА Светско првенство у Бразилу 2014. Фудбал светске класе. Игра је објављена само у Јапану и Кини.[2]
- FIFA 18 DLC (Russia)

- Дана 30. априла 2018, ЕА је објавила бесплатно проширење за ФИФА 18 засновано на ФИФА Светском првенству 2018, са сва 32 тима која учествују (и оне који су већ представљени у ФИФА 18) и свих 12 стадиона који се користе на Светском првенству из 2018. Не постоје регионалне квалификационе рунде које воде до Светског првенства које ће бити представљене у овом ДЛЦ-у као што је то било у претходне три утакмице Светског првенства.

- ФИФА 23 ДЛЦ (Катар)

- ФИФА 23 садржи и мушке и женске режиме игре Светског првенства, реплицирајући ФИФА Светско првенство 2022. и ФИФА Светско првенство за жене 2023. године. Још једном, ова експанзија не садржи квалификациони режим за Светско првенство који води до самог Светског првенства и нуди само турнир са тимовима који учествују баш као претходно ДЛЦ издање за 2018. За разлику од претходних игара Светског првенства, игра не укључује све турнирске стадионе, јер укључује само два од осам званичних стадиона.